# Šokat
Šokat este o localitate din comuna Gornji Grad, Slovenia.